# Битка за Шушају
Битка за Шушају је био оружани сукоб између полиције Савезне Републике Југославије и албанске терористичке групе Ослободилачка војска Прешева, Медвеђе и Бујановца током сукоба на југу Србије

## Битка
Дана 6. јануара 2001. године, једна фракција побуњеника УЧПМБ заузела је Горњу Шушају. Били су добро прихваћени од стране локалног албанског становништва, а неки мештани су им се и прикључили.
Деветнаестог јануара, друга група побуњеника из Горње Шушаје, предвођена Бардилом Османијем, извела је напад на положаје Југословенске војске код Црнотинца.
Сутрадан, 20. јануара 2001, значајне снаге Југословенске војске, укључујући тенкове, оклопна возила и специјалне јединице, опколиле су Горњу Шушају у припреми за напад на упориште УЧПМБ. 
Дана 24. јануара, Југословенске снаге су отпочеле напад на село из три правца. Битка је трајала четири дана, све док се југословенске снаге нису повукле.
Током борби, тројица побуњеника УЧПМБ су рањена, док је четири југословенских војника рањено, од којих је један касније преминуо од повреда.
УЧПМБ је тврдила да је током борбе убила три југословенска војника.